# Belonanthus spathulatus
Belonanthus spathulatus là một loài thực vật có hoa trong họ Kim ngân. Loài này được (Ruiz & Pav.) Schmale mô tả khoa học đầu tiên năm 1936.